# Przedborów
Przedborów (dawniej także Przedborowo) – wieś w Polsce położona w województwie wielkopolskim, w powiecie ostrzeszowskim, w gminie Mikstat.
| SIMC    | Nazwa   | Rodzaj    |
| ------- | ------- | --------- |
| 0204091 | Jaźwiny | część wsi |

## Historia
Miejscowość historycznie należy do ziemi wieluńskiej oraz pierwotnie związana była z Wielkopolską. Ma metrykę średniowieczną i istnieje co najmniej od XV wieku. Wymieniona pierwszy raz w dokumencie zapisanym po łacinie w 1439 pod nazwami „Przedborow”, „Przedborowo” .
Miejscowość była wsią szlachecką. Została odnotowana w historycznych dokumentach własnościowych, prawnych i podatkowych. W 1439 właścicielem był Piotr Zajączek herbu Świnka, podkomorzy sieradzki. W 1440 tenże sprzedał ją Janowi z Kalinowej, kasztelanowi sieradzkiemu, za 100 grzywien, połowę Drożdżyn oraz 1/2 młyna. W 1441 miejscowość leżała w ziemi ostrzeszowskiej. Mieszkańcy łącznie z sołtysem płacili podatek z 19 łanów, a karczmarz jeden grosz z karczmy. W latach 1475–1488 właścicielem był Jan z Niniewa, a w 1489 jego syn Iwan. W 1498 Katarzyna Stękowska sprzedała wieś oraz Drożdżyny Janowi Bakałarzowi, plebanowi ostrzeszowskiemu, za 60 fl. i część w Kaliszkowicach. W 1503 Piotr Kośmider sprzedał we wsi pół łana sołtysowi w Przedborowie. W 1510 właścicielem był Jan Pakosławski. W 1553 wymieniono we wsi 1 łan. W 1634 odnotowano kościół św. Idziego. Przedborów był siedzibą parafii, do której należały dwie wsie. W 1670 we wsi gospodarowało 12 kmieci .
W latach 1975–1998 miejscowość administracyjnie należała do województwa kaliskiego.

## Ciekawostka
- Najgrubszy buk w Lasach Państwowych rośnie w nadleśnictwie Przedborów, w leśnictwie Wanda[6].